# Percichthys colhuapiensis
Percichthys colhuapiensis är en fiskart som beskrevs av Macdonagh, 1955. Percichthys colhuapiensis ingår i släktet Percichthys och familjen Percichthyidae. Inga underarter finns listade i Catalogue of Life.